# 包絡線検波

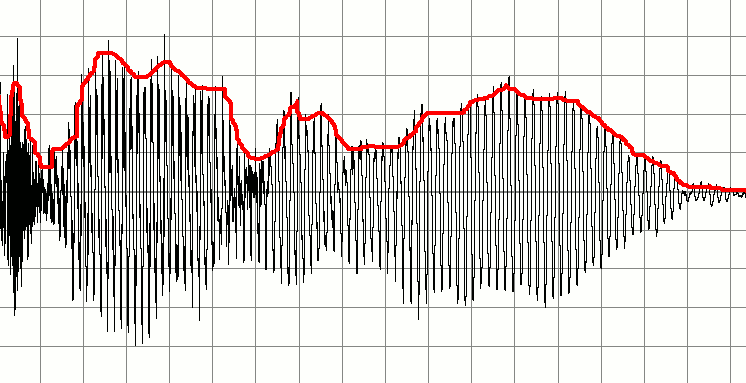
信号と包絡線（赤）

簡単な包絡線検波回路

包絡線検波（ほうらくせんけんぱ）とは、電気信号の時系列における包絡線に目的の情報がある場合に包絡線のみを取り出す操作である。たとえば、振幅変調波に対する復調操作の、簡単な実現方法のひとつが、包絡線検波である。
最も簡単な回路は、入力信号を1本のダイオードに通し、その出力を抵抗器とコンデンサの並列回路で受けるものである。抵抗器とコンデンサの時定数を適切に設計すると、搬送波の高周波成分を取り除くことができるので、その出力波形は入力波形の包絡線に近い波形となる。
時定数が大きい場合には、コンデンサの放電による電圧降下の傾斜が信号波形の包絡線の傾斜より緩やかになり（見方を変えれば、この回路はピークホールド回路と同じである）、正常な出力波形が得られない。これを、ダイアゴナルクリッピング歪み、日本語では袈裟切り歪みと言う。